# Traité de Drohiczyn

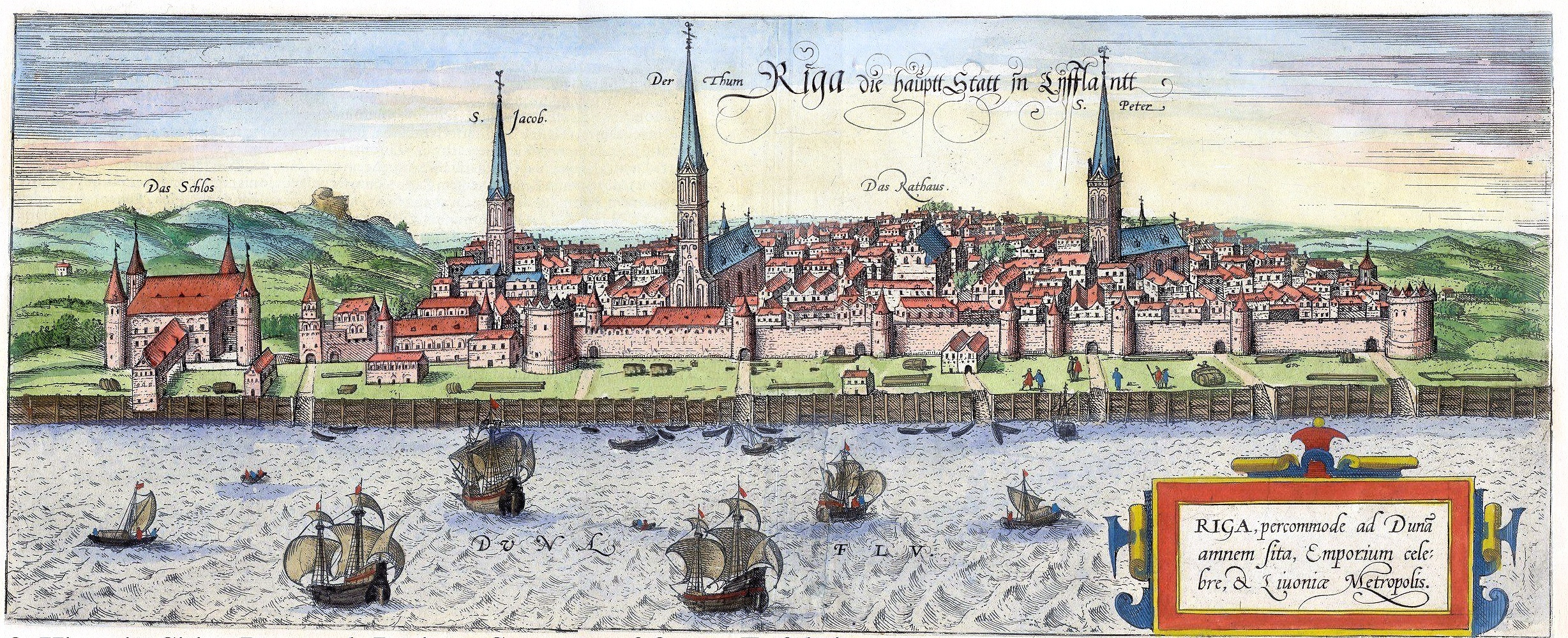
Vue de Riga au XVIe siècle.

Le traité de Drohiczyn est conclu le 14 janvier 1581, pendant la guerre de Livonie, entre la ville impériale libre de Riga et la république des Deux Nations. Il consacre l'inclusion de Riga au sein de la Livonie polono-lituanienne. Les libertés et privilèges de la ville sont en partie confirmés dans le Corpus Privilegiorum Stephanorum, mais réduits. 
Par ce traité, l'un des bourgmestres de Riga devait être nommé Burggraf, soit fonctionnaire polono-lituanien de la ville. Les changements des statuts de la ville nécessitent désormais l'approbation royale. La Confession d'Augsbourg est tolérée, mais la ville est privée des moyens d'opposer son veto aux interventions royales dans ses affaires ecclésiastiques.
Le 12 mars 1581, le roi Étienne Bathory vient au château de Riga, qui se trouvait alors en dehors des limites de la ville, pour recevoir le serment d'allégeance de Riga. Le serment de la ville a été prêté le 7 avril. Le 16 novembre 1582, le Sejm de Varsovie reconnaît les privilèges du roi Étienne pour la ville de Riga.

## Sources
(de) Ralph Tuchtenhagen, Geschichte der baltischen Länder, vol. 2355, C.H.Beck, coll. « Beck'sche Reihe », 2005 (ISBN 3-406-50855-3), p. 37